# Castianeira insulicola
Castianeira insulicola is een spinnensoort uit de familie van de loopspinnen (Corinnidae).
De wetenschappelijke naam van de soort werd in 1916 gepubliceerd door Embrik Strand.